# شهداء بحر البقر 4
قرية شهداء بحر البقر 4 هي إحدى القرى التابعة لمركز الحسينية في محافظة الشرقية في جمهورية مصر العربية. حسب إحصاءات سنة 2006، بلغ إجمالي السكان في شهداء بحر البقر 4 3413 نسمة، منهم 1874 رجل و1539 امرأة.